# Vitichi

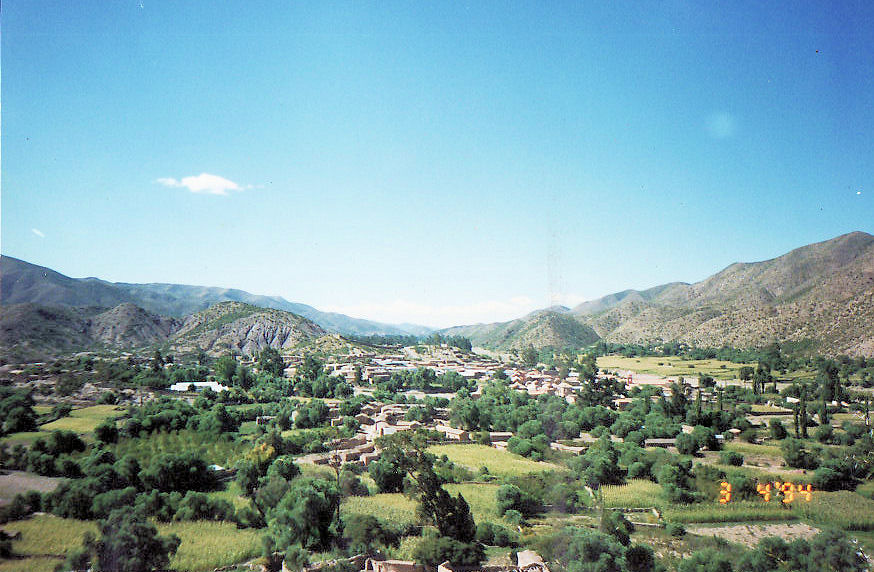
Vitichi

Vitichi é uma localidade da Bolívia localizada na província de Nor Chichas, departamento de Potosí. De acordo com o censo realizado em 2001, a cidade possuía 789 habitantes. 